# Arnold Elzey

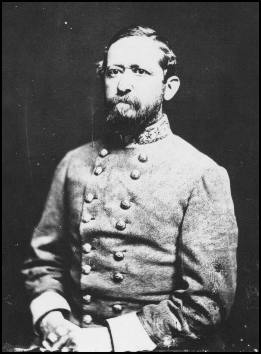
General Elzey

Arnold Elzey (* 18. Dezember 1816 in Elmwood, Maryland; † 21. Februar 1871 in Baltimore, Maryland) war Offizier des US-Heeres und Generalmajor der Konföderierten im Sezessionskrieg.

## Leben
Elzey wurde 1816 in Elmwood, Maryland, geboren und stammte von einer der ältesten und angesehensten Familien (Jones) Marylands ab. Den Familiennamen Jones entfernte er aus seinem Namen bei Eintritt in die Militärakademie in West Point, New York, die er 1837 als 33. seines Jahrgangs abschloss. Anschließend diente er als Leutnant im 2. US-Artillerieregiment. Elzey wurde im zweiten Seminolenkrieg in Florida und 1846–1848 im Mexikanisch-Amerikanischen Krieg eingesetzt, wo er mehrfach ausgezeichnet und zum Hauptmann befördert wurde. Elzey wurde später Kommandant eines Nachschublagers des US-Heeres in Augusta, Georgia. Nach dem Angriff auf Fort Sumter am 12. und dessen Fall am 13. April 1861, was als Auslöser der Kriegserklärung der Nordstaaten an die Südstaaten gilt, übergab er das Depot an das konföderierte Heer, führte die ihm unterstellten Soldaten nach Washington, D.C., quittierte dort den Dienst und wechselte ins konföderierte Heer.
Im Juni 1861 wurde Elzey zum Oberst befördert und zum Kommandeur des 1. Maryland Infanterie-Regiments ernannt. Er unterstand General Edmund Kirby Smith und kämpfte mit seinem Regiment in der ersten Schlacht von Manassas. Nach dem Ausfall Kirbys führte er die Brigade während eines erfolgreichen Angriffs. Noch auf dem Schlachtfeld beförderte ihn Präsident Davis ihn zum Brigadegeneral. Während des Shenandoah-Feldzug 1862 führte Elzey eine Brigade in der Division Generalmajor Ewells. In der Schlacht bei Cross Keys wurde er verwundet.
Mit der Nord-Virginia-Armee nahm er an der Sieben-Tage-Schlacht teil, in deren Verlauf er bei der Schlacht bei Gaines Mill durch einen Kopfschuss erneut verwundet wurde. Nach seiner Genesung wurde Elzey 1863 zum Generalmajor befördert und mit der Verteidigung von Richmond, Virginia beauftragt. 1864 wurde Elzey als Kommandeur der Artillerie zur Tennessee-Armee unter General John Bell Hood versetzt.
Nach dem Krieg ging Elzey zurück zu seiner Familie und gründete im Anne Arundel County in Maryland eine kleine Farm, die er bis zu seinem Tod im Jahr 1871 bewirtschaftete.